# ماتئو بونو
ماتئو بونو (ایتالیایی: Matteo Bono؛ زادهٔ ۱۱ نوامبر ۱۹۸۳) دوچرخه‌سوار اهل ایتالیا است.

## باشگاهی
از باشگاه‌هایی که در آن رکاب زده‌است می‌توان به تیم یوای‌ئی امارات، و تیم یوای‌ئی امارات، اشاره کرد.